# Dust My Broom
(I Believe I'll) Dust My Broom – standard bluesowy napisany przez Roberta Johnsona i nagrany po raz pierwszy w listopadzie 1936 roku dla Vocalion Records. Jedno z najlepiej znanych wykonań utworu dokonane zostało przez Elmore'a Jamesa. James nagrał utwór dwukrotnie (w 1951 i 1959).
"Dust My Broom" opowiada o mężczyźnie porzucającego niewierną kobietę. Utwór nagrywali tacy artyści bluesowi jak Arthur Crudup, Robert Lockwood i Elmore James. W latach 60. utwór wydany został ponownie, a jego rockowe interpretacje nagrali The Yardbirds, Otis Spann, Ike & Tina Turner, Taj Mahal i Ry Cooder, Eddie Boyd i Peter Green, Canned Heat, John Mayall, Fleetwood Mac, Luther Allison, Freddie King, Hound Dog Taylor, ZZ Top oraz Etta James.
Utwór w wykonaniu Elmore'a Jamesa trafił do Grammy Hall of Fame w 1998 roku.